# Sågarhem
Sågarhem är en småort i Brunneby socken i östra delen av Motala kommun i Östergötlands län, belägen strax öster om tätorten Borensberg.